# 発趣論
『発趣論』（ほっしゅろん、巴: Paṭṭhāna、パッターナ）とは、パーリ仏典論蔵の第7論。

## 構成
- 順三法発趣
- 順二法発趣
- 順二法三法発趣
- 順三法二法発趣
- 順三法三法発趣
- 順二法二法発趣
- 逆発趣
- 順逆発趣
- 逆順発趣

## 日本語訳
- 『南伝大蔵経』 大蔵出版